# Fethard
Fethard (irisch Fiodh Ard, deutsch: „Hohes Holz“) ist eine Kleinstadt (Town) mit 1738 Einwohnern (Stand 2022) im Süden des Countys Tipperary in Irland.

## Lage
Fethard liegt am Fluss Clashawley und etwa 19 Kilometer ostsüdöstlich von Cashel. In der Ortsmitte von Fethard kreuzen sich die R689, R692 und die R706. Etwa 2,5 Kilometer westnordwestlich vom Ortszentrum liegt der Flugplatz Fethard Airstrip.

## Geschichte
Fethard wurde im Zuge der normannischen Invasion Anfang des 13. Jahrhunderts gegründet. Vermutlich befand sich hier schon vor der Invasion eine Kirche. 1201 begründete der Normanne William de Braose die Siedlung. Aus dieser Zeit stammt auch das Kiltinan Castle im Südosten von Fethard. 1208 kam es zu einem Streit zwischen de Braose mit König Johann Ohneland. Ihm wurde das Lehen entzogen und 1215 wurde der Erzbischof von Cashel, Domhall Ua Lonngargáin, mit Fethard und dem Umland belehnt. Anfang des 14. Jahrhunderts wurde die Augustinerabtei vor den damaligen Stadtmauern errichtet. Die mittelalterlichen Stadtmauern sind bis heute in großen Teilen erhalten.
Fethards Bedeutung wuchs durch mehrere königliche Urkunden, die dem Ort weitere Rechte verliehen. Die Everard-Familie wurde hier belehnt und dies blieb so bis 1725.
Während des 19. Jahrhunderts wurde der mittelalterliche Ortskern fast völlig beseitigt.

## Kultur und Sehenswürdigkeiten
Jedes Jahr im Juni findet das Mittelalterfest in Fethard statt.
Bauwerke:
- die mittelalterliche Stadtbefestigung mit dem North Gate und die Reste der Burg
- Augustinerabtei und die Abymill, frühere Mühle, heute als Theater genutzt
- Dreifaltigkeitskirche

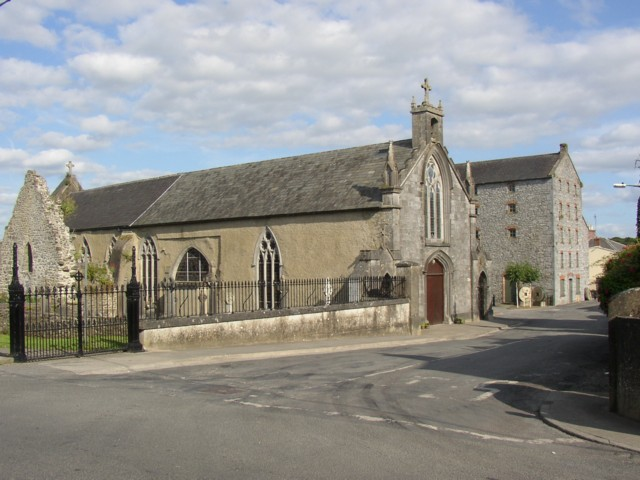
Augustinerabtei
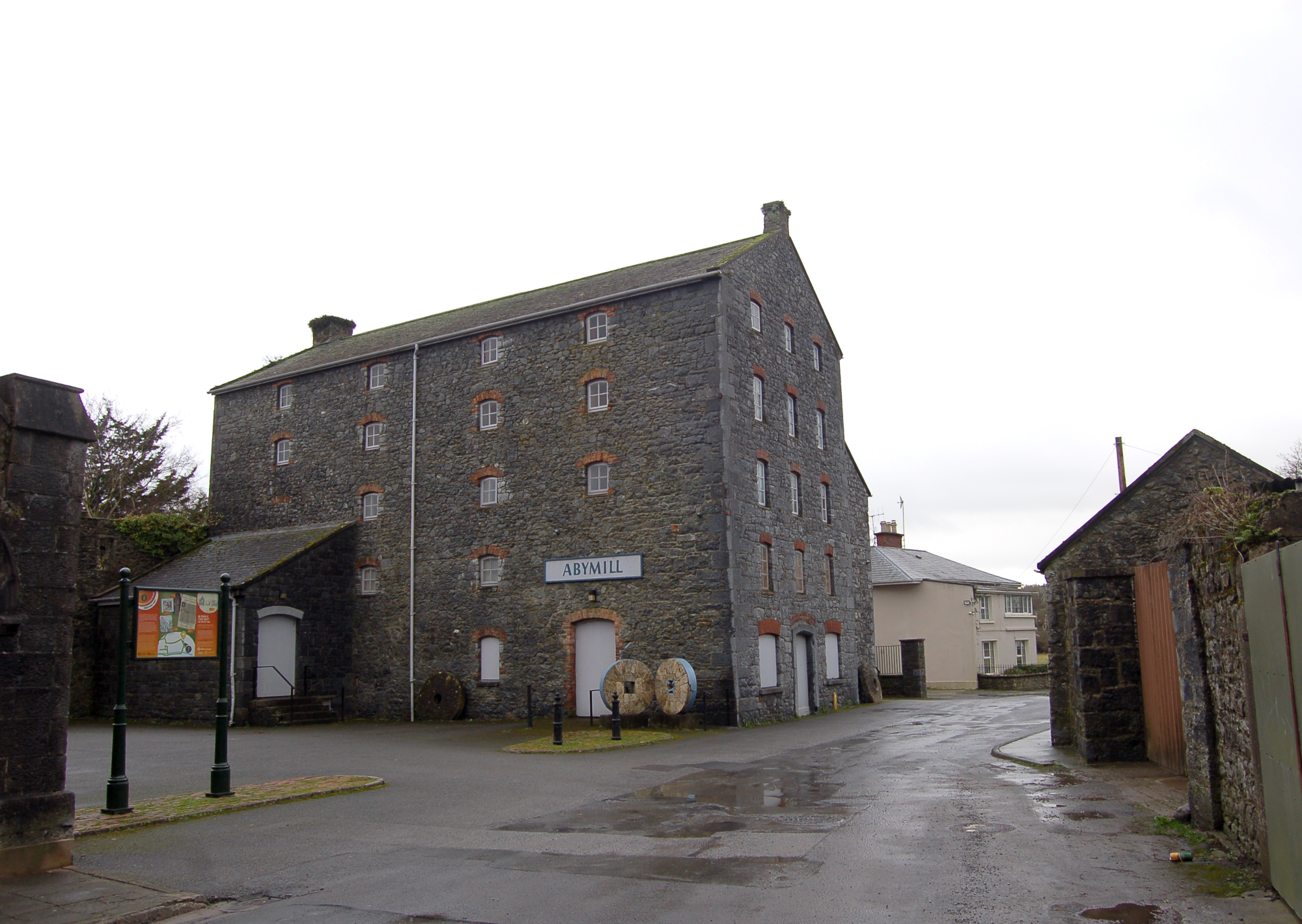
Abymill
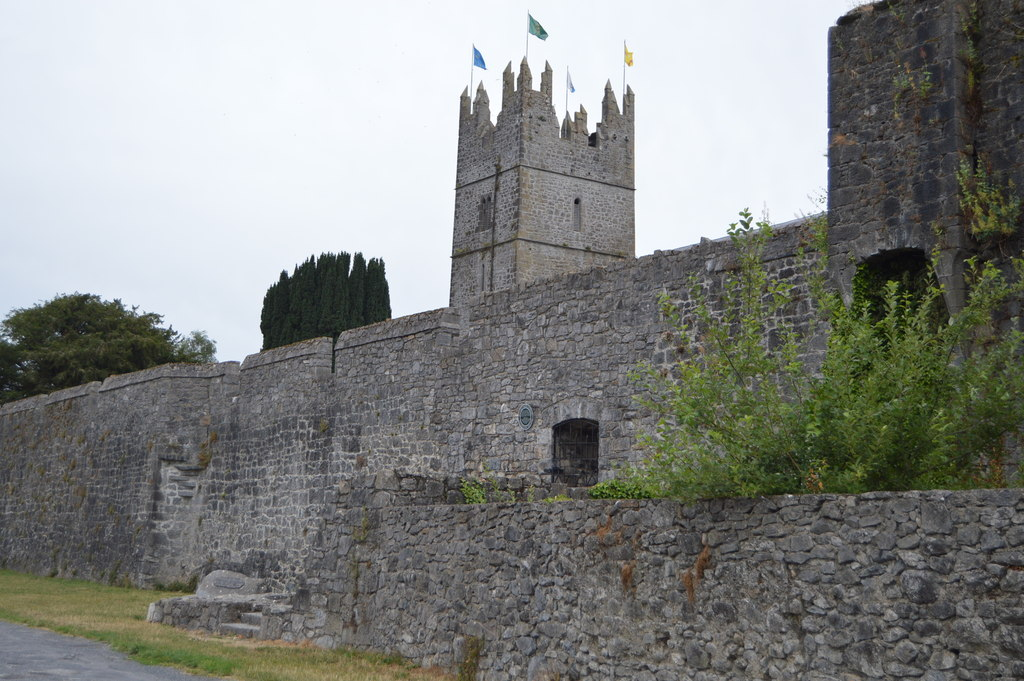
Dreifaltigkeitskirche, davor die mittelalterlichen  Stadtmauern
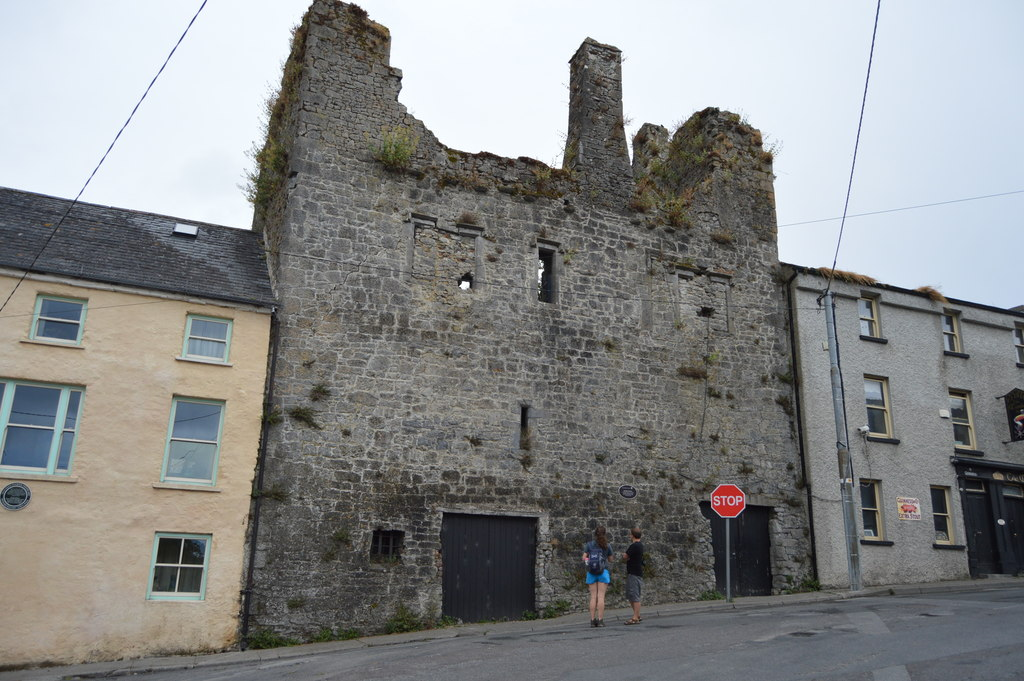
Reste der alten Burg
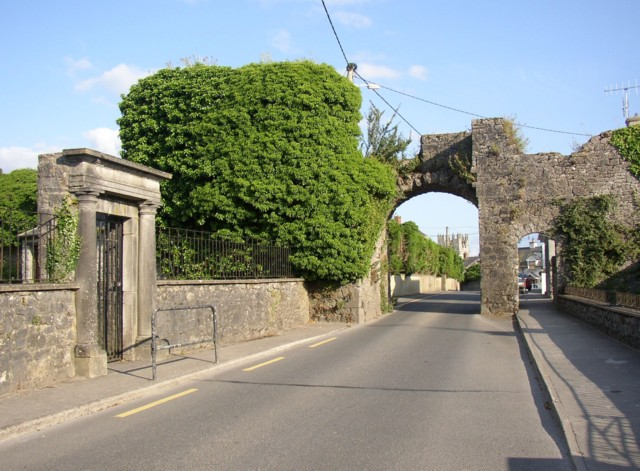
North Gate
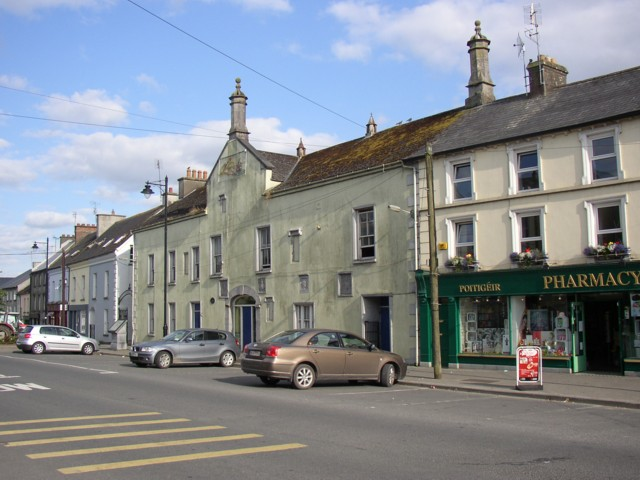
Rathaus (Town Hall)
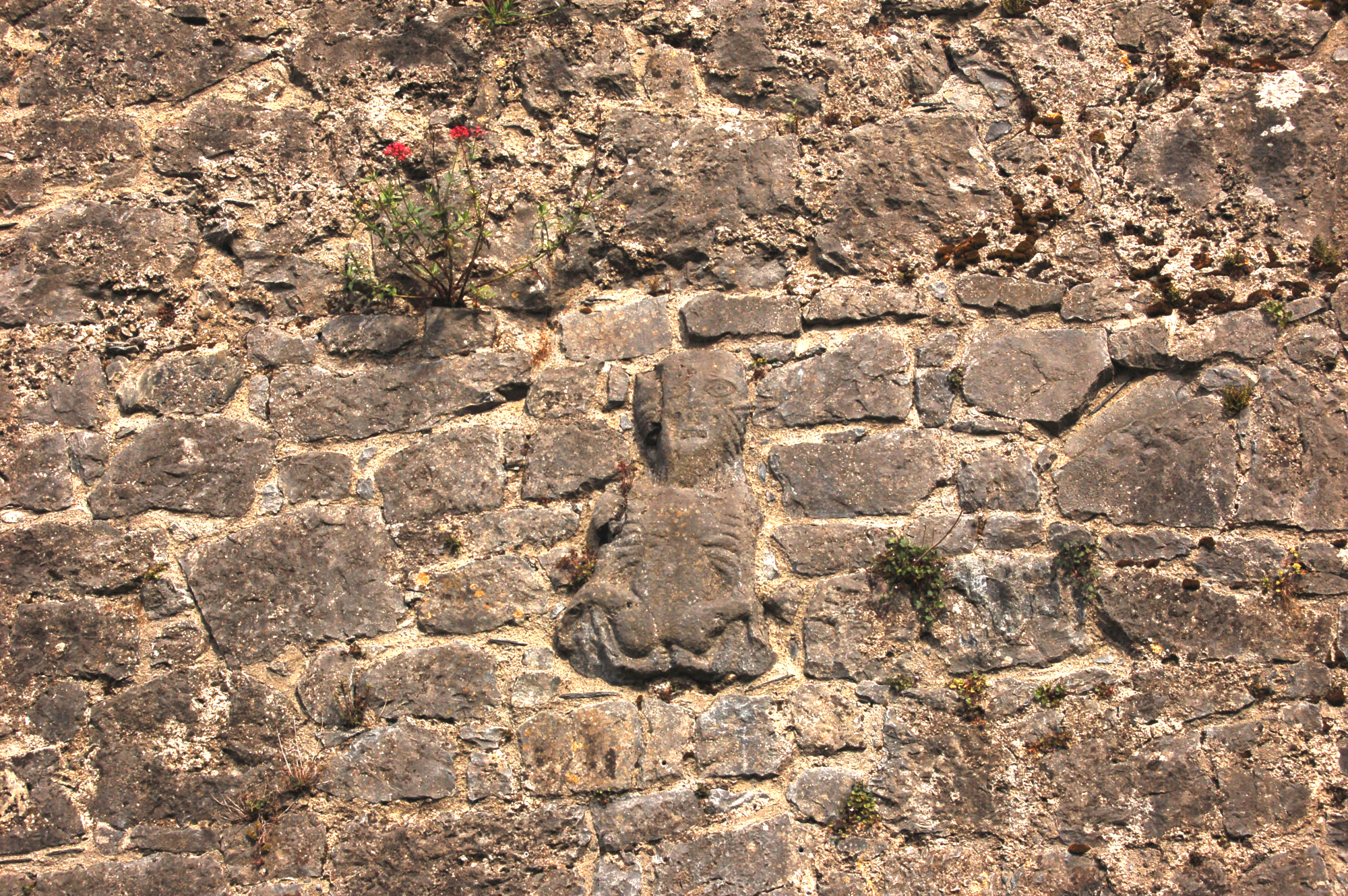
Sheela-na-Gig von Fethard

## Persönlichkeiten
- Thomas Bray (1749–1820), römisch-katholischer Bischof von Cashel (1792–1820)
- John Butler, 12. Baron Dunboyne (1731–1800), römisch-katholischer Bischof von Cork und Ross, in der Augustinerabtei begraben
- Patrick Everard (gestorben 1821), römisch-katholischer Erzbischof von Cashel und Emly (1820–1821)
- Michael Doheny (1805–1862), Gründer der Fenian Brotherhood
- John Joseph Cantwell (1874–1947), römisch-katholischer Bischof von Monterey-Los Angeles und Los Angeles-San Diego, Erzbischof von Los Angeles, hier aufgewachsen
- Lilla Vanston (1870–1959), Malerin und Bildhauerin
- Patrick Mary O’Donnell (1897–1980), römisch-katholischer Erzbischof von Brisbane (1965–1973)